# Сельскохозяйственные переписи 1916 и 1917

Обложка одного из томов издания переписи 1917 года

Сельскохозяйственные переписи 1916 и 1917 годов — мероприятия отечественной статистики по сбору данных о состоянии агропромышленного сектора экономики, осуществлённые в последние годы существования Российской империи министерством земледелия при помощи земств. Подготовка к сельскохозяйственной переписи, которую предполагалось провести в декабре 1915 года, началась в 1913 году. Как источник по социально-экономической истории России начала XX века, эти переписи дают лишь фрагментарную картину: в условиях начавшейся в августе 1914 года Первой мировой войны при их проведении не удалось обеспечить полностью всероссийский охват и собрать все данные в изначально запланированном объёме.

## Сельскохозяйственная перепись 1916
Первая всероссийская Сельскохозяйственная перепись произведена распоряжением Министра земледелия, согласно постановлению Особого совещания для обсуждения и объединения мероприятий по продовольственному делу в 1916 году. Непосредственной задачей переписи был учёт сельскохозяйственного населения. Поэтому не переписывалось городское население, полоса отчуждения железных дорог, а также, население, которое не занималось сельским хозяйством и т. п. 
Перепись была проведена в мае-июле 1916 года и охватила 77 губерний и областей европейской и азиатской России, то есть всю территорию империи, кроме районов, занятых неприятелем (вся Гродненская, Ковенская, Холмская губернии и части Виленской, Волынской, Курляндской, Минской и др. губерний), четырёх областей на Кавказе (Батумской, Дагестанской, Карской и Закавказского округа) и двух областей на крайнем северо-востоке Сибири (Камчатская и Якутская).
По многим губерниям не были собраны сведения по отдельным показателям. Так в крестьянских хозяйствах сведения о скоте и посевах за 1916 и 1915 год учитывались не везде, только в 5% от общего числа хозяйств. Из них только в 2% хозяйств учитывался приход-расход основных фуражных и продовольственных продуктов.
Для сельскохозяйственной переписи 1916 года устанавливалось восемь переписных формуляров: 
1. для всех постоянных хозяйств, где обследовалось общее число населения с выделением рабочих, скота и посевов;
2. для выборочного обследования в 3% крестьянских хозяйств по всем данным формы 1 с добавлением регистрации скота и посевов в 1915 году;
3. для выборочного обследования 2 % крестьянских хозяйств по всем данным формы 1 и 2 с добавлением регистрации поступления, расходов и остатков сельскохозяйственных продуктов и учёта потребления сахара и соли;
4. для владельческих хозяйств с применением наёмного труда, где обследовалось население, скот, посевы хлебов за два предыдущие года, сбор хлебов в 1915 году и запасы сельскохозяйственных продуктов к весне 1915 года;
5. поселенный бланк, содержавший сведения о местах сбыта и покупки продуктов, о густоте сева и др.;
6. список домохозяев (приписных, посторонних и временно пребывающих) в каждом селении;
7. общий список населённых мест;
8. для сплошной переписи скота, принадлежавшего гуртовщикам.

Переписью регистрировалось: число хозяйств; численность сельского населения; поголовье скота, его виды пол и возрастные группы; размеры посевных площадей; запасы продовольственных и фуражных культур.
В публикациях переписи 1916 года все хозяйства делятся на: 1) хозяйства крестьянского типа 2) хозяйства владельческого типа.

## Сельскохозяйственная перепись 1917
В 1917 году была проведена сельскохозяйственная, поземельная и городская перепись населения России. Причинами проведения переписи были необходимость обновления данных С.п. 1916 года для нужд продовольственной кампании, а также потребность в точных данных по землевладению и землепользованию в связи с намечавшейся аграрной реформой. Перепись проводилась с мая по октябрь 1917 года.
Программа переписи, разработанная Отделом переписи при Управлении делами Особого совещания по продовольствию, была утверждена на Всероссийском съезде земских статистиков 18-21 апреля 1917 года в Москве. В июне 1917 года Отдел переписи выработал и разослал на места программу и инструкции для предварительной разработки материалов переписи.
Сельскохозяйственная перепись 1917 года использовала шесть формуляров: 
1. списки населённых мест в волости;
2. списки домохозяев;
3. подворная карточка;
4. общинный бланк;
5. список рабочих и служащих в частновладельческих хозяйствах;
6. частновладельческий бланк.

По плану перепись должна была охватить всю территорию страны, кроме Финляндии и территории, занятой неприятелем. По ходу проведения  Сельскохозяйственной переписи 1917 года, в программу вносились изменения на местах. Происходившее весной и летом 1917 года почти во всех губерниях аграрное движение несколько повлияло на правильный ход работ по переписи; в некоторых местах не удалось совсем получить сведений, но такого рода пропуски имели место в большинстве случаев по отношению к отдельным селениям и дворам и очень редко к целым волостям. Кроме Финляндии, переписью не были охвачены оккупированные неприятелем губернии — Гродненская, Ковенская, Холмская, Курляндская и Виленская, части Волынской, Витебской, Минской и Лифляндской. Не переписывались некоторые труднодоступные районы: Уральская область, Бухара и Хива, а также части Сибири, Приморской, Амурской, Забайкальской, Иркутской и Енисейской губерний.
Полнота охваченных переписью объектов пострадала во всех губерниях, особенно по отношению к частновладельческим имениям, вследствие имевшего место летом 1917 года сильного аграрного движения. Растянутость времени для работы, а также происходившая с 1917 года перемена лиц в руководящем и техническом составе, негативно повлияли на полноту программы итогов и на единство её выполнения. Также во время этой переписи, как и переписи 1916 года, имели место массовые отказы населения от участия в переписи, пропущенные дворы составляли значительную часть объектов переписи.
Перепись 1917 года регистрировала такие сведения, как: число хозяйств; состав семьи; численность и виды скота; размеры посевных площадей по культурам, земельной площади и угодьям; размеры землевладений и землепользований с подразделением земель на надельные, купчие, и пр. по формам землевладения; аренда и сдача земли; наличие с.-х. инвентаря, промышленного и торгового заведения.
Если в переписи 1916 года все хозяйства делились на хозяйства крестьянского типа и хозяйства владельческого типа, то в переписи 1917 года ещё прибавилась категория «прочих хозяйств не крестьянского типа». В основу деления был положен трудовой принцип: все хозяйства, независимо от их размера, которые велись исключительно собственными силами, относились к крестьянскому типу; те хозяйства, которые основывались на нанятой рабочей силе, — относились к владельческим. С одной стороны, трудовой принцип классификации был более правильным, чем сословный, характерный для большинства изданий ЦСК и Министерства земледелия. С другой — это затрудняет сопоставление данных сельскохозяйственных переписей 1916 и 1917 года с данными предыдущих обследований.

## Публикации результатов
Публикация результатов сельскохозяйственной переписи 1916 года была осуществлена тремя выпусками в 1916—1917 гг.
- Предварительные итоги Всероссийской сельскохозяйственной переписи (По подсчётам, произведённым местными переписными учреждениями). Вып. 1: Европейская Россия. — Пг., 1916; Вып. 2: Кавказ. — М., 1917; Вып. 3: Степной край, Сибирь и Дальний Восток

Предварительные результаты сельскохозяйственной переписи 1917 года начали публиковаться с 1919 года. В 1921 году были опубликованы сводные данные по 52 губерниям и областям. Наиболее полная публикация под заглавием «Поуездные итоги Всероссийской сельскохозяйственной и земельной переписи по 57 губерниям и областям» была осуществлена в 1923 году. В издании 1921 года содержалось 106 показателей, в издании 1923 года только 62.
- Поуездные итоги Всероссийской сельскохозяйственной переписи 1917 г. По 57 губерниям и областям // Труды ЦСУ. — Т. 5. — Вып. 2. — М., 1923

Многие данные, собранные в ходе сельскохозяйственных переписей 1916-17 годов, так и остались необработанными и в публикации итогов не вошли. Однако первичные материалы, в которых они содержатся — подворные карточки — в архивах остались. В 1960-е годы под руководством Л.М.Горюшкина в Новосибирском государственном университете была предпринята обработка и публикация таких материалов по Томской губернии. Однако до сих пор первичные данные этих переписей в целом ещё недостаточно введены в научный оборот.